# Werchnij Rohaczyk
Werchnij Rohaczyk (ukr. Верхній Рогачик) – osiedle typu miejskiego w obwodzie chersońskim Ukrainy, siedziba władz rejonu werchnorohaczyckiego.
Status osiedla typu miejskiego posiada od 1967.